# Кукан, Джозеф Дэвид
Джозеф Дэвид Кукан (англ. Joseph David Kucan; 19 марта 1965 Лас Вегас, Невада) — разработчик компьютерных игр, режиссёр, актёр, сценарист и специалист по кастингу для компаний, разрабатывающих компьютерные игры.

## Биография
Родители, Кенн и Дженни, работали преподавателями в школе Кларк-Канти (англ. Clark County) на протяжении 35 лет. Свои первые роли исполнил в 10 лет в местном театральном обществе «The Riddle Machine». Вскоре стал одним из первых членов «Rainbow Company» — театральной образовательной программы для молодежи, спонсировавшейся властями Лас-Вегаса. Кукан был увлечен этой программой 8 лет, получая обучение во всех аспектах театрального искусства. После окончания Высшей школы Бонанза (англ. Bonanza High School) и Rainbow Company в 1983 Кукан переехал в Калифорнию и стал работать актёром в Firebird Theatre Company, выездной репертуарной театральной компании в Лос-Анджелесе. Он ушёл после одного сезона и вернулся в Лас-Вегас, поступив в UNLV для изучения театрального искусства. После он вернулся в Rainbow Company. Следующие 10 лет Кукан работал над пьесами, мюзиклами и экспериментальными проектами в качестве режиссёра, актёра, дизайнера и хореографа.
Кукан покинул Rainbow Company в 1994 году и поступил на работу в Westwood Studios, где был актёром и режиссёром в течение восьми лет. Он сыграл наиболее запоминающегося персонажа серии Command & Conquer — Кейна, главного персонажа, лидера псевдорелигиозной организации, называемой Братство Нод. Он также был актёром в различных фильмах и компьютерных играх, таких, как «Фильм Кловер», «Город удачи», «Обезьяна на маминой спине» и в компьютерной игре по мотивам фильма «Бегущий по лезвию», для которой он также был сценаристом.
Включён в игровое издание Книги Рекордов Гиннесса 2008 года за роль Кейна как актёр дольше всех играющий роль в серии компьютерных игр.
Кукан соучредитель общественной организации Fit.

## Фильмография

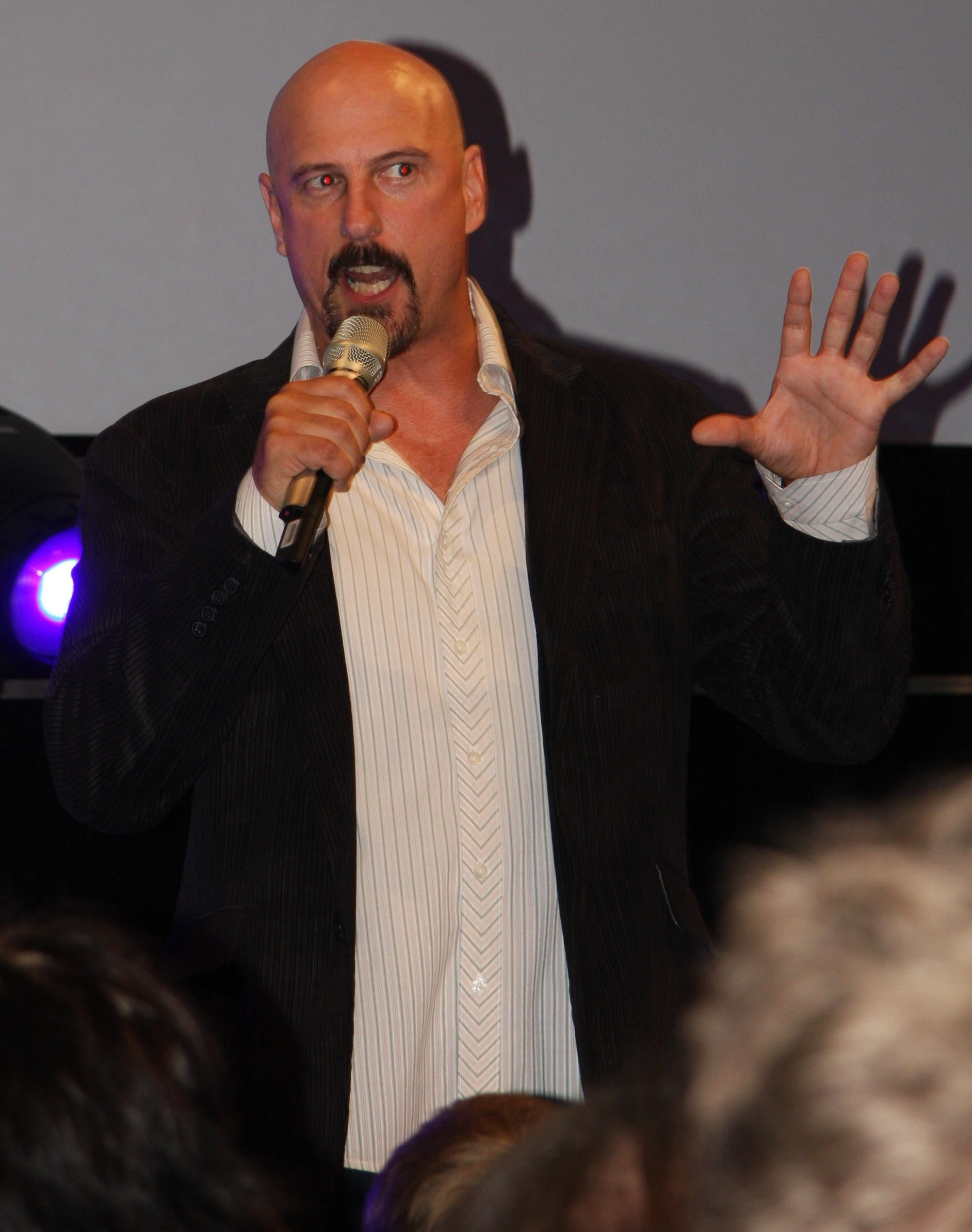
Джозеф Кукан на презентации Command & Conquer 4: Tiberian Twilight на выставке GamesCom 2009

- The Legend of Kyrandia: Fables and Fiends (1992), Virgin Games — озвучивал роль главного героя игры Брендона.
- The Legend of Kyrandia: The Hand of Fate (1993), Avalon Interactive
- The Legend of Kyrandia: Malcolm’s Revenge (1994), Virgin Interactive — озвучивал роль короля Брендона, главного героя первой части игры.
- Monopoly (1995), Hasbro Interactive
- Command & Conquer (1995), Westwood Studios (играл роль Кейна и был режиссёром видеороликов)
- Command & Conquer: Red Alert (1996), Westwood Studios (играл роль Кейна и был режиссёром видеороликов)
- Lands of Lore II: Guardians of Destiny (1997), Avalon Interactive
- Blade Runner (1997), Virgin Interactive
- Dune 2000 (1998), Westwood Studios
- Command & Conquer: Red Alert — Retaliation (1999), Westwood Studios
- Command & Conquer: Tiberian Sun (1999), Westwood Studios — EA Games (играл роль Кейна и был режиссёром видеороликов)
- Nox (2000), EA Games (Дизайнер карт)
- Command & Conquer: Firestorm (2000), Westwood Studios — EA Games (играл роль Кейна и был режиссёром видеороликов)
- Command & Conquer: Red Alert 2 (2000), Westwood Studios — EA Games (режиссёр видеороликов)
- Command & Conquer: Yuri's Revenge (2001), Westwood Studios — EA Games (режиссёр видеороликов)
- Emperor: Battle for Dune (2002), Westwood Studios — EA Games
- Command & Conquer: Renegade (2002), Westwood Studios — EA Games (озвучивал роль Кейна и был режиссёром видеороликов)
- Pirates: The Legend of Black Kat (2002), EA Games
- James Bond 007: Nightfire (2002), EA Games
- Command & Conquer 3: Tiberium Wars (2007), Electronic Arts (играл роль Кейна)
- Command & Conquer 3: Kane's Wrath (2008), Electronic Arts (играл роль Кейна)
- Command & Conquer 4: Tiberian Twilight (2010), EA Los Angeles — EA (играл роль Кейна)
- Command & Conquer Remastered Collection (2020), Electronic Arts - (играл роль Кейна)